# План дій Україна — НАТО
План дій Україна — НАТО — документ, де визначаються стратегічні цілі і пріоритеті України для досягнення повної інтеграції у євроатлантичні структури безпеки і для створення стратегічних рамок для існуючого і майбутнього співробітництва Україна-НАТО відповідно до Хартії про особливе партнерство, що є основою відносин Україна-НАТО. План дій було розроблено відповідно до рішення Комісії Україна-НАТО з метою поглиблення і розширення відносин Україна-НАТО і оприлюднено 22 листопада 2002 року.
План складається з 5 розділів, що містять спільно погоджені принципи і цілі щодо політики і безпеки, економічних, інформаційних питань, реформи у галузі оборони і безпеки, співробітництва з НАТО, питання ресурсів, захисту інформації, правових питань та механізму імплементації Плану дій.

## Вибрані принципи політики України
1. Україна продовжуватиме розвиток законодавства, базуючись на загальних принципах демократії та міжнародного права.
2. Повна інтеграція у євроатлантичні структури безпеки є пріоритетом і стратегічною метою зовнішньої політики України.
3. Інтереси національної безпеки та існуюча міжнародна ситуація вимагають істотного поглиблення відносин між Україною і НАТО.
4. Україна зобов'язується привести своє внутрішнє законодавство у відповідність до правил і процедур, прийнятих на євроатлантичному просторі.
5. Збройні Сили України мають підняти до значно більш високого рівня свою оборонну інфраструктуру, сили та засоби, щоб відповідати вимогам нової системи колективної безпеки та новим методам ведення військових операцій.
6. У контексті проведення воєнної реформи та адаптації до нових загроз особливо важливим є співробітництво України з НАТО у галузі воєнної реформи, військовій галузі.

## Щорічні цільові плани
З 2003 по 2009 рік Україна щорічно представляла свій Цільовий план для досягнення принципів і цілей, викладених в Плані дій.
Плани формувались на основі пропозицій міністерств і відомств і містили конкретні завдання в різних сферах, таких як внутрішньополітичні питання, зовнішня політика, реформування структур безпеки та оборони, інформування громадськості, інформаційна безпека, а також економічні та правові питання. Зобов'язання України згідно з цими документами мали політичний характер.
Про виконання кожного пункту Цільового плану відповідальні міністерства та відомства мали звітувати Кабінету міністрів, МЗС, Національному центру з питань євроатлантичної інтеграції. Останній систематизував і узагальнював матеріали центральних органів виконавчої влади щодо виконання Цільового плану Україна і готував довідки про його виконання. З 2009 року річні цільові плани замінили річні національні програми співробітництва Україна-НАТО .